# Самуель Маріньо
Самуель Маріньо (Samuel Mariño) (нар. 26 листопада 1993) — оперний співак з рідкісним типом голосу, чоловіче сопрано, який народився і виріс у Венесуелі.

## Раннє життя
Самуель Маріньо народився в Каракасі, Венесуела, в родині викладачів університету. Спочатку навчаючись як танцюрист балету у Венесуельській національній школі танцю і в Національній консерваторії в Каракасі на факультеті фортепіано, Маріньо почав займатися вокалом лише у пізньому підлітковому віці. Під час статевого дозрівання голос Маріньо не зазнав типової мутації й зберіг високу тональність, характерну для голосу препубертатного віку. Будучи підлітком-геєм із надзвичайно високим голосом, він часто піддавався цькуванню (булінг). Маріньо та його батьки навіть звернулися за медичною консультацією щодо зниження голосу за допомогою операції та терапії. На щастя, його переконали залишити своє природне сопрано і розпочати вивчення мистецтва оперного співу.

## Освіта і кар'єра
Маріньо розпочав вивчати мистецтво оперного співу в Національній консерваторії в Каракасі. Перші виступи на сцені були з оркестром Camerata Barroca в Каракасі, під час яких він мав можливість працювати з диригентами Густаво Дудамелем, Гельмутом Ріллінгом і Теодором Кучаром. Молодий співак показував блискучі успіхи, і його вчителі наполегливо радили йому продовжити навчання в Європі. Щоб зібрати гроші на переїзд, протягом кількох місяців Самуель з мамою пекли та продавали лимонну випічку.
У 2013 році Маріньо переїхав до Франції, щоб продовжити навчання вокалу в Паризькій консерваторії. Забезпечував себе різними роботами, працюючи в паризькому Діснейленді, готелях і доглядаючи за дітьми. У ці роки він наштовхнувся на нерозуміння з боку деяких викладачів, які наполягали на тому, що він повинен навчатися як контртенор, попри те, що теситура більшості репертуару, який виконується сучасними контртенорами, є занадто низькою для його природного голосу. Вирішальну роль у кар'єрі Маріньо зіграла відома сопрано американського походження Барбара Бонні, яка стала його найважливішою вчителькою та наставницею, успішно скеровувавши його до остаточного визнання та розвитку його природного голосу з діапазоном сопрано. У 2017 році Маріньо отримав нагороду за інтерпретацію на Міжнародному конкурсі вокалістів Opéra de Marseille та виграв приз глядацьких симпатій у конкурсі Neue Stimmen.
Перший сольний альбом молодого співака, Care Pupille, вийшов на лейблі Orfeo у 2020 році та містив збірку рідко записуваних арій Генделя, Глюка, Чимарози та Болоньї. Після двох альбомів, випущених лейблом Chateau de Versailles Spectacles у 2021 році, Маріньо підписав контракт з фірмою звукозапису Decca і випустив свій перший альбом з цим музичним лейблом у 2022 році. Sopranista, його перший альбом з лейблом Decca Classics, номінований на премію Opus Classik у категоріях «Молодий талант року» та «Спів (опера)».
Маріньо є широко затребуваним як концертний і оперний співак. У вересні 2022 року він дебютував в Австралії в Сіднеї та Мельбурні з Австралійським Бранденбурзьким Оркестром. У лютому 2023 року він був учасником першого в історії південнокорейського туру Версальського Оркестру Королівської Опери (Orchestre de l'Opéra Royal). У квітні 2023 року Маріньо дебютував в Аргентині в театрі Колон у Буенос-Айресі з ансамблем Gabetta Consort. Пізніше того ж місяця відбувся його канадський дебют у Торонто з Tafelmusik Baroque Orchestra. Його дебют у США відбувся в травні 2023 року з ансамблем Camerata Pacifica в Санта-Барбарі та Лос-Анджелесі.
Іншими значними виступами 2022 та 2023 років були дебютний сольний концерт в Лондоні у церкві Святого Мартина-на-полях (St Martin-in-the-Fields), японський дебют у Кіото в серії гала-концертів для ювелірної фірми Cartier, програма віртуозних концертних арій для голосу сопрано Моцарта, Гайдна та Бетховена з польським ансамблем Краківська Капела (Capella Cracoviensis), та сольний концерт у Дзеркальній Галереї (Galerie des Glaces) Версальського палацу з аріями Генделя, Глюка, Чимарози, Моцарта та Болоньї.
Влітку 2023 року Маріньо дебютував у опері Сполученого Королівства в першій постановці «Семели» Генделя на Глайндборнському фестивалі з Оркестром Епохи Просвітництва (Orchestra of the Age of Enlightenment). У попередні роки Маріньо виконував такі оперні ролі: Постуміо в «Сіллі» Грауна, Анджело в «Воскресінні» Генделя, Деметріо в «Антігоно» Глюка, Кураціо в «Оразі і Куріазі» Чімарози, Алессандро в «Береніці» Генделя, Тамірі в «Пастирі» Анджезі, роль Тезеов однойменній опері Генделя та зіркову роль в сучасній опері-трилері Крістіана Лади «Таємниці бажання». Співак також давав сольні концерти в рамках багатьох музичних фестивалів, у тому числі на Міжнародному фестивалі Глюка, Фестивалі Генделя в Галле, Фестивалі Styriarte в Граці та Фестивалі Баха у Свідниці.
У пресі та рецензіях часто відзначають, що голос, репертуар і сценічний образ Маріньо кидають виклик традиційним гендерним нормам. У багатьох своїх інтерв'ю співак казав, що його унікальний вокальний дар, разом з іншими відмінними аспектами його особистості, походження та життєвого досвіду, спонукають його протистояти застарілим кордонам і стереотипам у світі опери, а також залучати й надихати різноманітних і недостатньо представлених співаків і слухачів.

## Дискографія
- Care Pupille: Гендель, Глюк [Care Pupille: Handel, Gluck] Самуель Маріньо, чоловіче сопрано, з оркестром Händelfestspielorchester Halle під керівництвом Міхаеля Гофштеттера, випущено лейблом Orfeo (2020)[30]
- Перголезі, Вівальді: Стабат Матер для двох кастратів [Pergolèse, Vivaldi: Stabat Mater pour deux castrats] Самуель Маріньо, сопрано, Філіппо Мінеччія, альт, з оркестром Orchestre de l'Opéra Royal під керівництвом Марі Ван Рейн, випущено лейблом Château de Versailles Spectacles (2021)[31]
- 3 Контртенори: Конкурс Віртуозності Кастратів [Les 3 Contre-Ténors: Le Concours de Virtuosité des Castrats], Самуель Маріньо, Філіппо Мінеччія, Валер Сабадус, з оркестром Orchestre de l'Opéra Royal під керівництвом Стефана Плевняка, випущено лейблом Château de Versailles Spectacles (2021)[32]
- Сопраніста [Sopranista], Самуель Маріньо, сопрано, з оркестром La Cetra Barockorchester під керівництвом Андреа Маркона, випущений лейблом Decca (2022)[33]
- Карл Генріх Ґраун: Силла [Carl Heinrich Graun: Silla], (роль Постуміо) з Беджуном Мехтою, Валером Сабадусом, Хагеном Матцейтом, Елеонорою Беллоччі, Робертою Інверніцці, Мертом Сунгу, Коро Магіні та Інсбрукерським Фестивальним Оркестром під керівництвом Алессандро де Марчі, випущений лейблом CPO (2023)[4]
- Янез: Річкова Мандрівниця (Аранж. Ассада для голоса і гітари) — Сингл [Yánez: Viajera del río (Arr. Assad for Voice and Guitar) — Single], Самуель Маріньо, Плініо Фернандес, випущений лейблом Decca (2023)[34]